# Anomiopus soledari
Anomiopus soledari là một loài bọ cánh cứng trong họ Bọ hung (Scarabaeidae).